# Parafia Najświętszej Maryi Panny Królowej Świata w Kędzierzynie-Koźlu
Parafia Najświętszej Maryi Panny Królowej Świata w Kędzierzynie-Koźlu – parafia rzymskokatolicka należąca do dekanatu Koźle diecezji opolskiej w metropolii katowickiej. Erygowana w 1980. Kościół parafialny zbudowany w latach 1957–1960. Mieści się przy ulicy Baczyńskiego 1, w dzielnicy Rogi, będącej częścią Kędzierzyna-Koźla.

## Proboszczowie
| Lista proboszczów parafii Najświętszej Maryi Panny Królowej Świata w Kędzierzynie-Koźlu |                           |
| Okres                                                                                   | Proboszcz                 |
| 1980–2015                                                                               | ks. Marian Jerzy Pleśniak |
| 2015–                                                                                   | ks. Jerzy Tomeczek        |

## Historia parafii

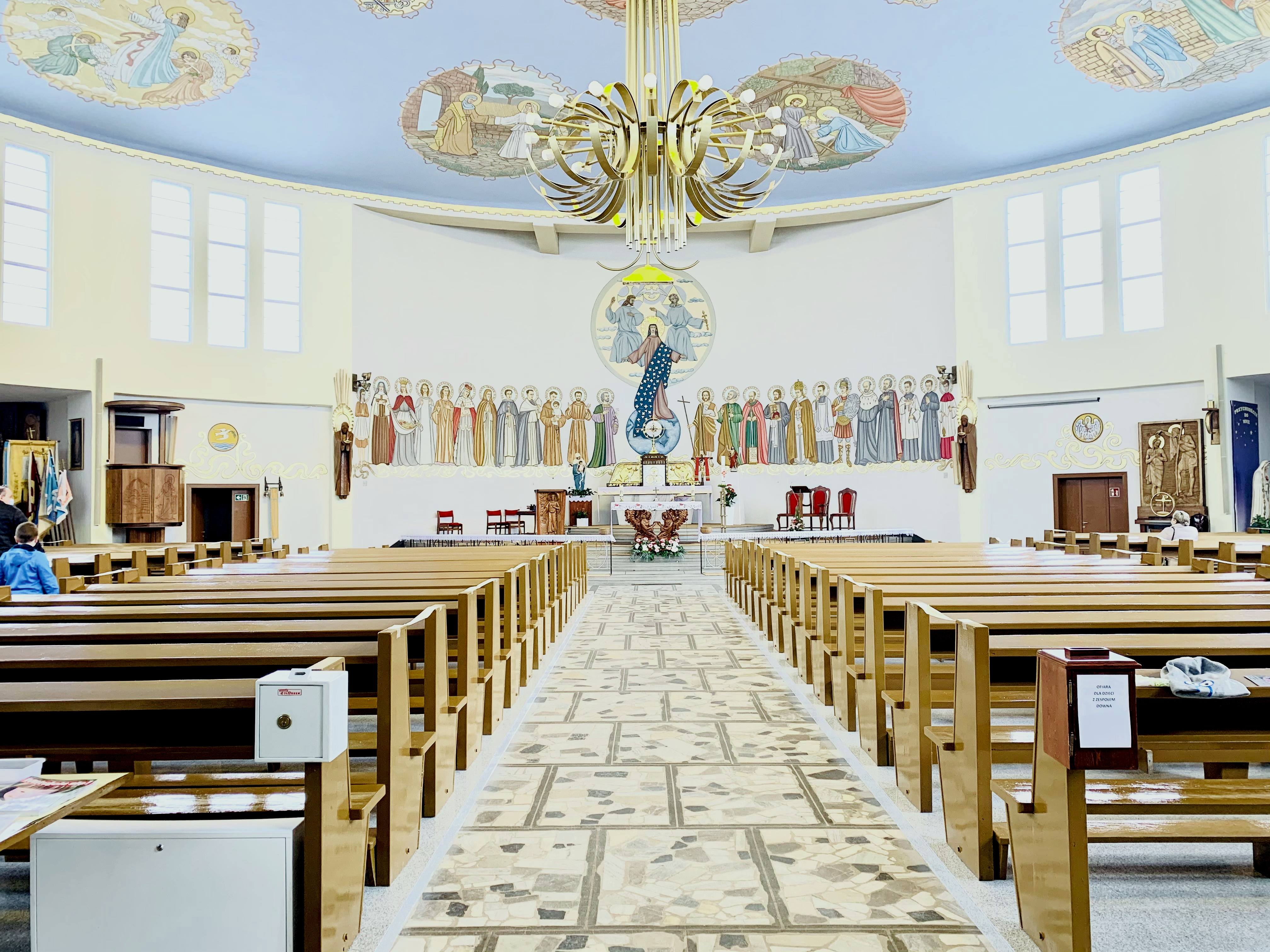
Nawa główna kościoła

Początkowo mieszkańcy dzielnicy Koźle-Rogi, przed utworzeniem obecnej parafii należeli terytorialnie do sąsiedniej parafii św. Zygmunta i św. Jadwigi Śląskiej w Koźlu, powołanej znacznie wcześniej. Pod koniec XIX wieku na terenie obecnej parafii zbudowano niewielką kaplicę cmentarną, a przy niej postawiono w 1890 kamienny krzyż z napisem „Dar sołectwa Rogi, przedmieścia Rogów i Rybarzy 1890”. Posługę duchową dla mieszkańców osiedla Koźle-Rogi sprawowali wówczas duszpasterze macierzystej parafii z Koźla.
Już w połowie lat 30. XX wieku z inicjatywy księdza dziekana Johannesa Breitkopfa podjęto pierwsze próby wybudowania kościoła na terenie Rogów. Wyznaczono wówczas teren pod budowę świątyni, ale zajęcie go przez wojskową kolumnę saperską uniemożliwiło rozpoczęcie budowy. Po II wojnie światowej stanowisko władz państwowych początkowo uniemożliwiało budowę świątyni i powstanie tam parafii.
W miarę osiedlania się ludności, związanej w dużej mierze z rozwojem przemysłu, głównie stoczniowego, zaistniała potrzeba budowy na osiedlu kościoła i utworzenia samodzielnej parafii. Kolejne próby budowy kościoła podjęto pod koniec lat 50. XX wieku, szczególnie w czasach, gdy w parafii macierzystej w Koźlu proboszczem był: ks. Dominik Pyka. Z jego inicjatywy, po uzyskaniu w 1957 pozwolenia na budowę oraz uzbieraniu funduszy i dodatkowym dofinansowaniu, w czasach kiedy proboszczem był jego następca ks. Ludwik Rutyna i zgodzie władz państwowych wybudowano w latach 1958–1960, dwukondygnacyjny kościół-rotundę pw. Najświętszej Maryi Panny Królowej Świata, którą konsekrował 29 czerwca 1960 biskup Henryk Grzondziel. W dolnej części wybudowanego kościoła znajdowało się mieszkanie dla proboszcza, w późniejszych latach wybudowano na terenie parafii osobną plebanię. 
Liczne próby utworzenia samodzielnej parafii doszły szczęśliwie do końca, w momencie kiedy w 1977 biskupem opolskim został Alfons Nossol. Ostatecznie 13 czerwca 1980 erygowano w Koźlu-Rogach parafię pw. Najświętszej Maryi Panny Królowej Świata, wyodrębnioną z parafii św. Zygmunta i św. Jadwigi Śląskiej, a ks. Marian Jerzy Pleśniak został jej pierwszym proboszczem. Parafia liczy około 1000 wiernych.

## Grupy parafialne
- Arcybractwo Straży Honorowej Najświętszego Serca Pana Jezusa
- Młodzieżowy zespół muzyczny
- Ruch Odnowy w Duchu Świętym
- Służba Liturgiczna
- Wspólnota nadzwyczajnych szafarzy Komunii Świętej
- Wspólnota Żywego Różańca
- Zespół Charytatywny Caritas[5]

## Gazetka parafialna
Gazetka parafialna o nazwie „Gazetka parafialna Parafia NMP Królowej Świata Kędzierzyn-Koźle (Rogi) ul. Baczyńskiego 1” ukazuje się od 2016, jako czterostronicowy tygodnik (formatu A5), w którym m.in. poza krótkimi rozważaniami duszpasterskimi dotyczącymi niedzielnej Ewangelii, znajdują się informacje o tygodniowym porządku nabożeństw i mszy świętych wraz z poleconymi intencjami oraz pozostałe informacje parafialne. 

## Zasięg parafii
- Kędzierzyn-Koźle[1]
  - dzielnica Rogi, ulice: Baczyńskiego, Błękitna, Bukowa, Dutki, Główna, Kamienna, Kosynierów, Lasoki, Łąkowa, Polskich Noblistów, Ptasia, Rajska, Rybarze, Stawowa, Stoczniowców, Sucharskiego, Wodna, Zacisze